# شاس

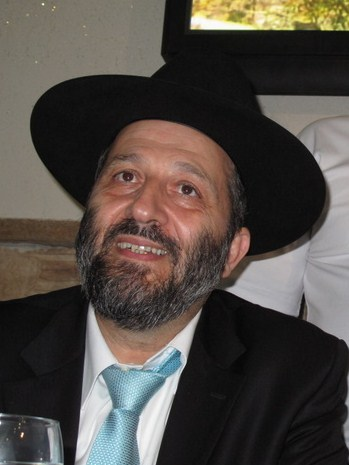
زعيم الحزب أرييه درعي

شاس (بالعبرية: שס) هو حزب إسرائيلي صهيوني ديني أرثوذكسي متطرف في إسرائيل أسس عام 1984. يتزعمه حاليا أرييه درعي.

## أصل التسمية
يعود الاسم إلى أن التلمود ينقسم إلى المشناه والجمارا، وتبلغ أقسام المشناه ستة وتسمى بالعبرية سداريم أي المباحث، ولذا يطلق على التلمود لقب شيشا سيداريم، أي المباحث الستة، وتُختصر إلى حرفي شاس.

## عن الحزب
حزب شاس هو حزب ديني بالأساس إضافة لكونه صهيونيا[بحاجة لمصدر]، ويمثل الشريحة المتدينة الشرقية اليهودية في إسرائيل وبالعربية يسمى «حزب الشرقيين المحافظين على التوراة».